# Uraeusslange
Uraeusslange, også skrevet uræus og med flertalsformen uraeii på latin, er en brilleslange eller kobra, som i det gamle Egypten symboliserede kongemagten og guddommelig beskyttelse fra gudinden Wadjet. 

## Historisk
I egyptisk mytologi var Wadjet (eller Wadjyt) skytsgudinde for Nedre Egypten, dvs. den nordlige del af landet. Hun blev gerne fremstillet som kobraslangen uraeus, der kunne spytte ild og dermed dræbe fjenderne til dem, som stod under hendes beskyttelse. 
Uraeusslangen blev ofte placeret som figur på panden af de kongelige, gerne med hovedet løftet – klar til at hugge. Uraeusslangen går derfor igen på flere egyptiske hovedbeklædninger og kroner, som faraoerne fremstilles med, for eksempel på Nedre Egyptens røde kongekrone deshret, på nemes-hovedtørklædet og på diademer. Det forenede riges dobbeltkrone pschent blev imidlertid udsmykket med to figurer: både en uraeusslange og et gribbehoved. Gribben symboliserede Øvre Egyptens skytsgudinde Nekhbet, og blev oprindeligt båret foran på den hvide krone, deshret, for Øvre Egypten. Figurerne blev kaldt ”de to herskerinder”. På den kendte begravelsesmaske tilhørende Tutankhamon (farao 1334-1325 f.Kr.) er slangen sat ved siden af en sådan grib. Senere blev gribbehovedet i enkelte tilfælde erstattet med endnu et kobrahoved.

## Galleri
- Ceremonielt nemes-hovedtørklæde med uraeusslange båret af den gammelegyptiske Amenhotep II (1427-1401 f.Kr.). Slangen symboliserede kongemagten under beskyttelse af gudinden Wadjet. Kongen er desuden udstyret med et symbolsk kunstigt skæg.
- Tutankhamons begravelsesmaske af guld viser faraoen med både slange- og gribbehoved, symboler for ”de to herskerinder”, skytsgudinderne Wadjet og Nekhbet.
- Votivgave med kartouche for den nubiske konge Malonaqen, som regerede i 500-tallet før Kristus, dekoreret med beskyttende uraeusslanger.